# Porcelana Arita

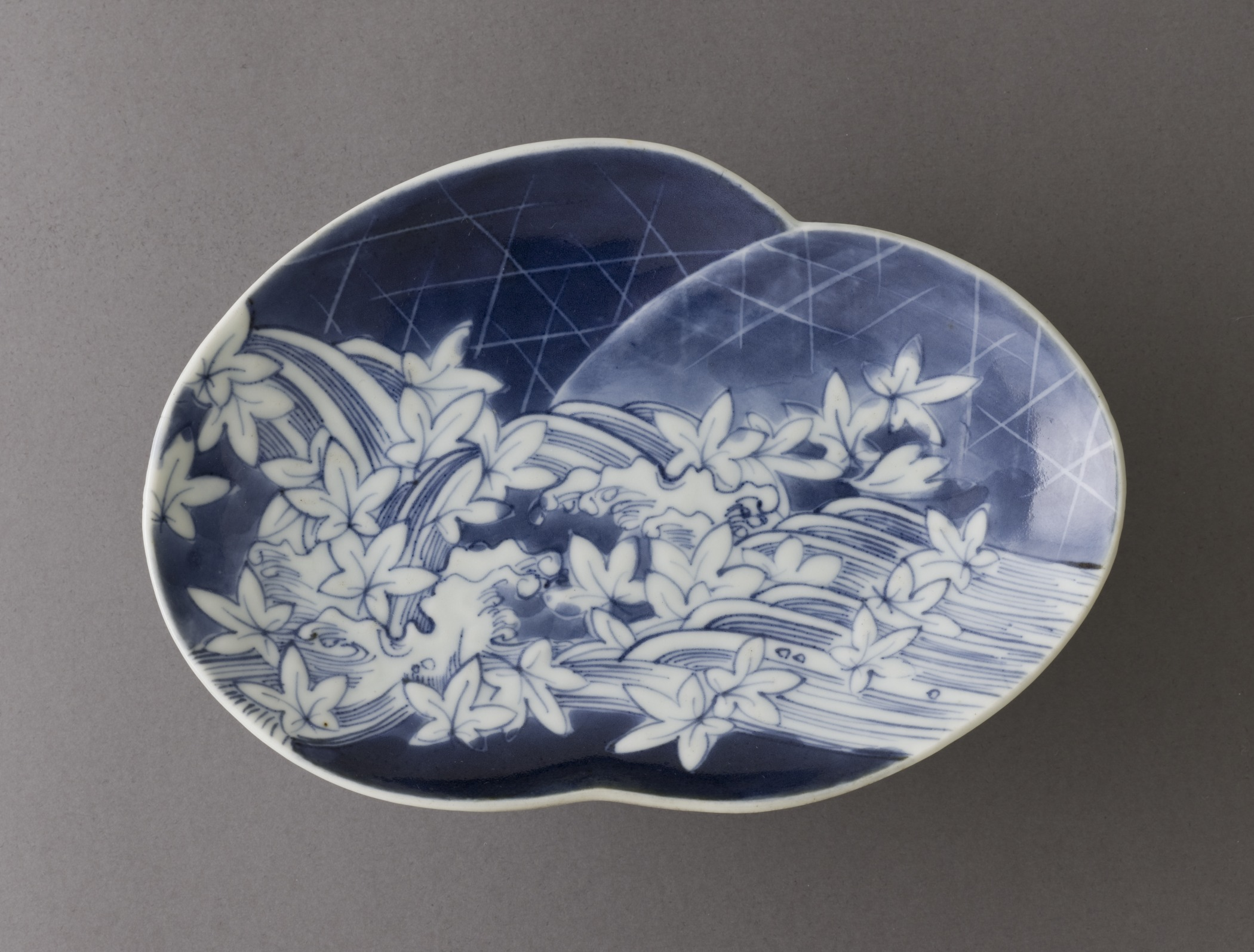
Plato de porcelana Arita con esmalte azul, con diseño de río, presas y hojas de arce, c.  1650-1670

La porcelana Arita (en japonés :有田焼, Hepburn: Arita-yaki) es un término amplio para la porcelana japonesa fabricada en el área alrededor del pueblo de Arita, en la antigua provincia de Hizen, al noroeste de la isla de Kyūshū. También se la conoce como porcelana Hizen (肥前焼, Hizen-yaki) por el área más amplia de la provincia. Esta era la zona donde se fabricaba la gran mayoría de la porcelana japonesa temprana, especialmente la porcelana japonesa de exportación.
En el uso inglés, el término "porcelana Arita" se utilizaba tradicionalmente para las mercancías de exportación de porcelana azul y blanca, en su mayoría copiando estilos chinos. Las mercancías con colores sobreesmaltados añadidos se llamaban porcelana Imari o (un subgrupo) Kakiemon. Ahora se reconoce que los mismos hornos a menudo producían más de uno de estos tipos, y "porcelana  Arita" se utiliza con más frecuencia como término para todos ellos.La porcelana Kutani de colores brillantes es otro tipo que ahora se reconoce como procedente de los alrededores de Arita, así como del propio Kutani, y se utiliza "tipo Kutani" como descripción estilística.

## Historia

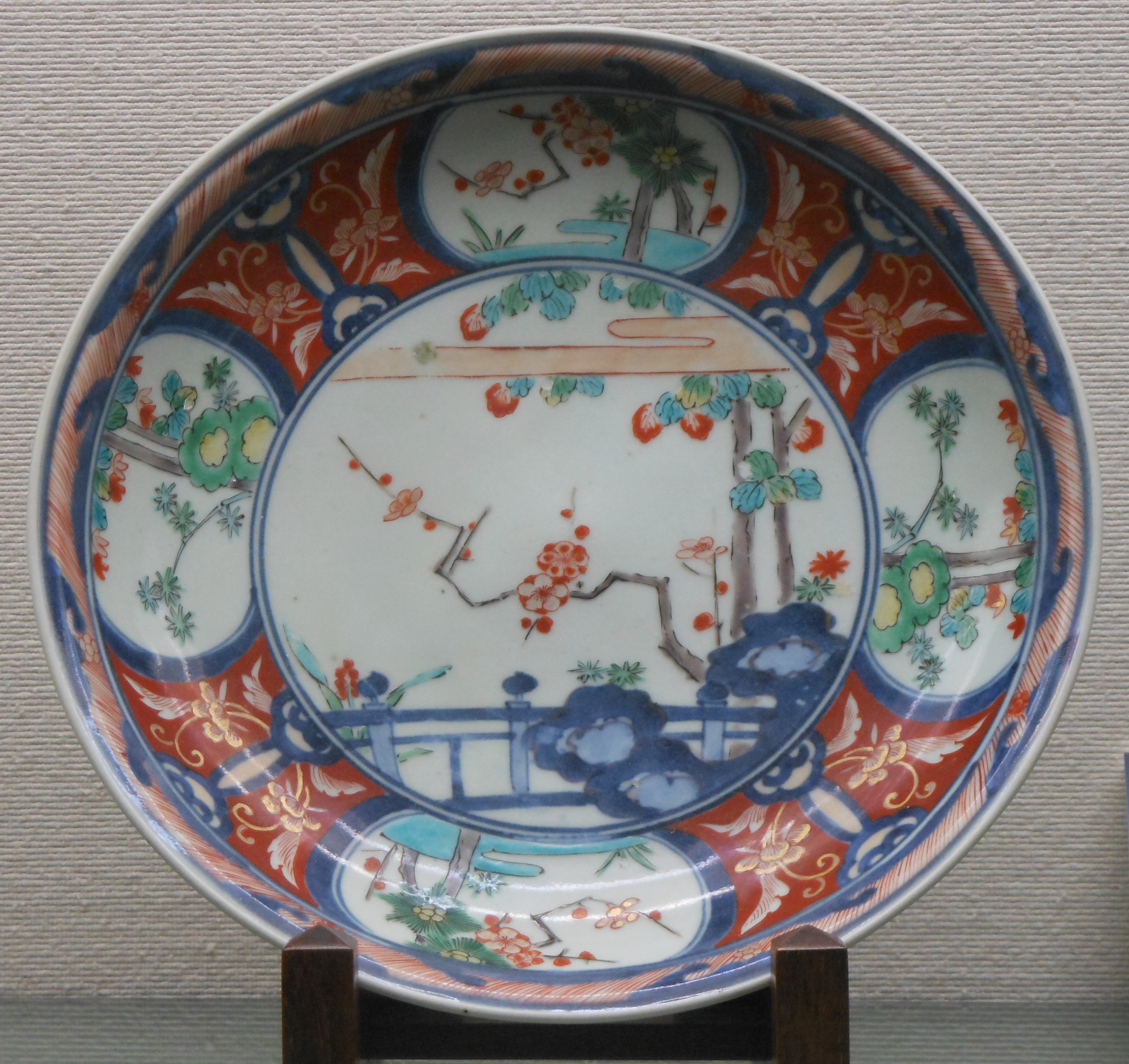
Plato Arita Sarayama con diseño de ciruelo y valla en esmalte policromado sobre cubierta, década de 1700-1730.

Según la tradición, el alfarero coreano Yi Sam-pyeong (fallecido en 1655), o Kanagae Sanbee (金ヶ江三兵衛), suele considerarse el padre de la porcelana Arita. Sin embargo, muchos historiadores cuestionan esta versión. No obstante, en el santuario de Sueyama se le honra como fundador.
La primera porcelana fabricada en Japón se produjo tras el descubrimiento de arcilla de porcelana cerca de Arita, a finales del siglo XVI. Se abrieron varios hornos en la zona y se fabricaron una variedad considerable de estilos; la porcelana japonesa destinada a Europa a menudo utilizaba formas occidentales y decoración china. Las primeras piezas utilizaban decoración azul bajo cubierta, pero a mediados del siglo XVII Arita estaba a la vanguardia, ya que Japón desarrolló la decoración "esmaltada" sobre cubierta en una gama de colores brillantes.
Entre la segunda mitad del siglo XVII y la primera mitad del siglo XVIII se exportaron ampliamente a Europa, viajando inicialmente desde el puerto de Imari, Saga, en Arita, hasta el puesto avanzado de la Compañía Holandesa de las Indias Orientales en Nagasaki. El tipo llamado kin-rande fue especialmente popular y, por lo tanto, se lo conoce en Occidente también como porcelana Imari (伊万里焼, Imari-yaki ). Por lo general, está decorado en azul bajo cubierta , luego con rojo, dorado, negro para los contornos y, a veces, otros colores, agregados en sobrecubierta. En los diseños florales más característicos, la mayor parte de la superficie está coloreada, con "una tendencia a la sobredecoración que conduce a la minuciosidad". El estilo tuvo tanto éxito que los productores chinos y europeos comenzaron a copiarlo.

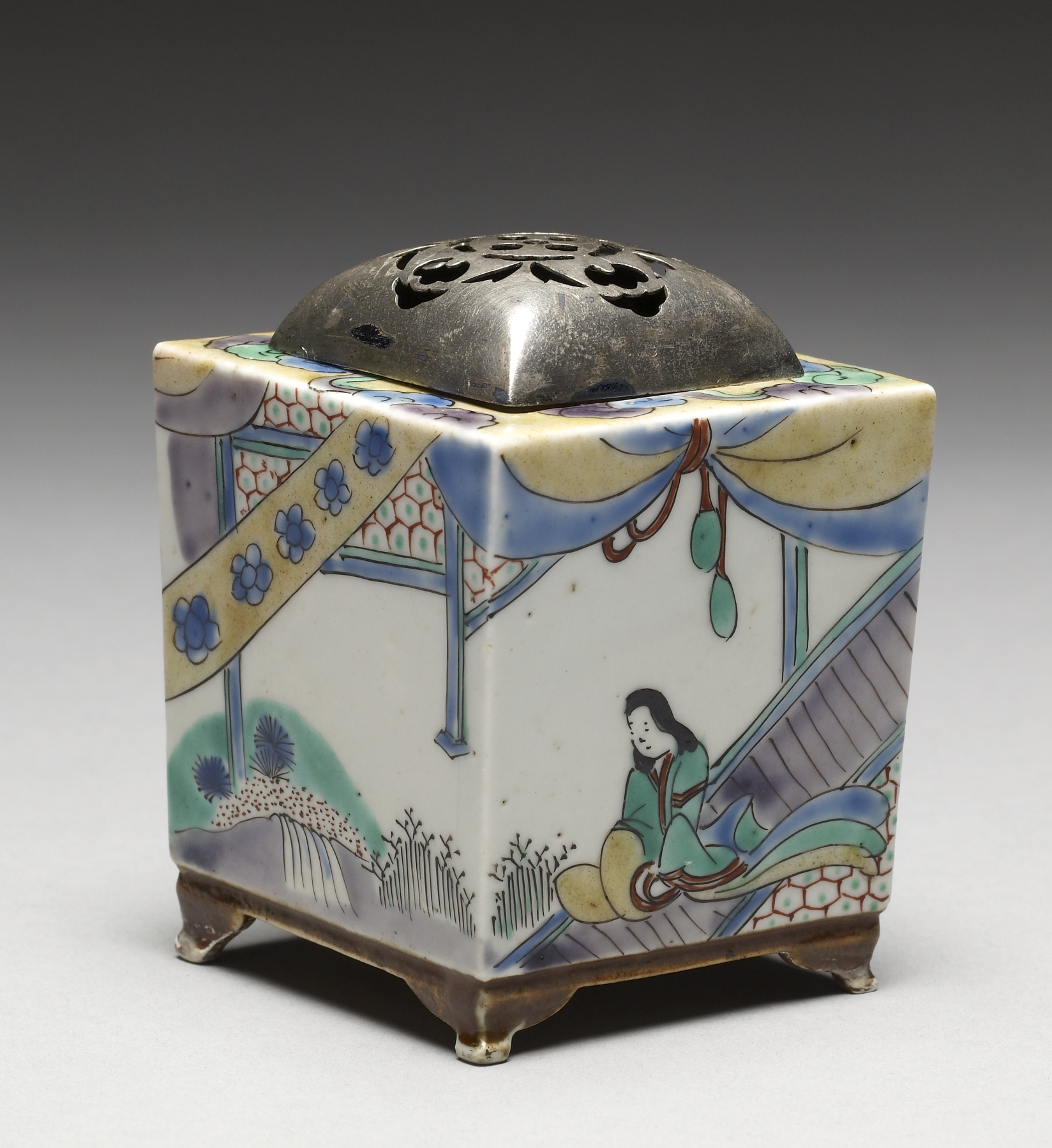
Quemador de incienso de cerámica Arita (kōro) con escenas domésticas, finales del período Edo/principios de la era Meiji,.

La porcelana Nabeshima era un producto de Arita, con decoración sobreesmaltada de muy alta calidad, producido para los Señores Nabeshima del Dominio de Saga desde finales del siglo XVII hasta el XIX, siendo la primera mitad del siglo XVIII considerada el mejor período. Nunca se exportó en esa época. Kakiemon es un término que genera más confusión, ya que es el nombre de una familia, uno o más hornos y un estilo sobreesmaltado de colores brillantes que imita ampliamente las piezas chinas. El estilo se originó con la familia, cuyos hornos eran los principales productores del mismo, pero otros hornos también lo hacían, y los hornos Kakiemon hacían otros estilos. También fue ampliamente imitado en Europa y, a veces, en China.
La evidencia de las excavaciones modernas de los yacimientos de hornos muestra que gran parte de la porcelana de Kutani, supuestamente procedente de la isla de Honshu , se fabricaba en realidad en los alrededores de Arita. Se fabricaba principalmente para exportarla a los mercados del sudeste asiático. Los hornos de Arita también producían porcelana blanca Hakuji, que a menudo imitaba a la porcelana china equivalente, la porcelana Dehua.
Uno de los patrones utilizados es Karako (唐子) con la representación de niños chinos jugando.